# Sinoxizicus
Sinoxizicus is een geslacht van rechtvleugeligen uit de familie sabelsprinkhanen (Tettigoniidae). De wetenschappelijke naam van dit geslacht is voor het eerst geldig gepubliceerd in 2005 door Gorochov & Kang.

## Soorten
Het geslacht Sinoxizicus  is monotypisch en omvat slechts de volgende soort:
- Sinoxizicus breviatus (Gorochov & Kang, 2005)